# 党锢之祸
黨錮之禍指中國古代東漢桓帝、靈帝时，士大夫、貴族等對宦官亂政的現象不滿，與宦官發生黨爭的事件。事件因宦官以“黨人”罪名禁锢士人終生（終生禁止仕官）而得名。前後共發生過兩次。黨錮之禍以宦官誅殺士大夫一黨幾盡而結束，當時絕大部分的言論以及日後的史學家多同情士大夫一黨，並認為宦官捕殺士人傷及朝廷根本，為黃巾起事和漢朝的最终滅亡埋下伏筆。

## 黨錮之禍在東漢的時間位置示意圖
- 红色时间条：第一次党锢之祸
- 黄色时间条：士人当政时期
- 绿色时间条：第二次党锢之祸
- 蓝色时间条：第二次党锢扩大化
- 白色时间条：从第二次党锢部分解除到陈窦平反

## 士人「党」的形成
东汉桓帝、靈帝时，当权者分为宦官、外戚两派，交替专权。宦官党有侯览、曹节、王甫等，他们任用私人，败坏朝政，为祸乡里，如侯览曾夺人宅舍三百八十一所，土地一百一十八顷；其兄谋财构陷无辜，聚敛上亿的财富。相对而言，外戚一党的窦武等人却比较清正，因此太学生郭泰、贾彪、李膺等人与外戚一党联合，对宦官集团进行激烈的抨击。這些人通常被称作士人，也就是后来所说的士大夫。他们品德高尚，时称君子，有“三君”，“八俊”、“八顾”、“八及”、“八厨”等外号：
- 三君指窦武、刘淑、陈蕃三人，为「一世之所宗」，即值得世上人学习的榜样；
- 八俊指李膺、荀昱、杜密、王畅、劉佑、魏朗、趙典、朱寓八人，为「人之英」，即人中英杰；
- 八顾指郭林宗、宗慈、巴肃、夏馥、范滂、尹勋、蔡衍、羊陟八人，为「能以德行引人者」，即道德可以为他人榜样的。
- 八及指张俭、岑晊、刘表、陈翔、孔昱、苑康、檀敷、翟超八人，为「能导人追宗者」，即可以引导其他人学习三君等榜样的。
- 八厨指度尚、张邈、王考、刘儒、胡母班、秦周、蕃向、王章八人，为「能以财救人者」，即不惜家财，救助有难者的。

当时人以这些人为君子，朝中大臣自公卿以下，都畏惧被他们指责贬损，皆登门拜访他们。

## 第一次党锢

### 起因
延熹九年（166年），宦官赵津、侯览等党羽与张汎、徐宣等人为非作歹，并故意在大赦之前犯罪，期望以此逃脱惩罚，而官员成瑨、翟超、刘质、黄浮等不畏权贵，在大赦以后仍然按律处置了这些人。宦官等人向桓帝进言，桓帝听信一面之词，重处了这些官员。

### 发展
朝中重臣、位列三公的太尉陈蕃、司空刘茂一同向桓帝进谏。桓帝不悦。刘茂不敢多说。陈蕃独自上书，以汉初申屠嘉召责邓通，董宣追劾湖阳公主的例子，为受罚的官员们辩解，并要求桓帝「割塞近习与政之源」，清除宦官乱政的不正之风。桓帝不理他，而宦官等人更加嫉恨士大夫们，虽不敢加害名臣陈蕃，但对其他人则大加报复。
朝中大臣、地方官员以及民间百姓大多站在士人一边，纷纷指责宦官乱政，为非作歹，排斥忠良。结果却被纷纷免官，成瑨刘质等最终在狱中被害，岑晊、张牧等人逃亡得免。
河南尹李膺，在大赦后处死了蓄意在赦前杀人的张成之子。张成为宦官党羽，宦官一党遂让张成弟子牢修上书，诬陷李膺等人“养太学游士，交结诸郡生徒，更相驱驰，共为部党，诽讪朝廷，疑乱风俗”。士人、宦官间的矛盾在此爆发。

### 兴狱
桓帝大怒，诏告天下，逮捕并审理党人。太仆卿杜密、御史中丞陈翔等重臣及陈寔、范滂等士人皆被通缉。太尉陈蕃认为“罪名不章”，拒绝平署诏书。桓帝见诏书无法生效，干脆跳过司法程序，直接让宦官负责的北寺狱审理此案。李膺、陈寔、范滂等人慨然赴狱，受拶指而不改其辞。
当时被捕的大多是天下名士，民间所认同的“贤人”。度辽将军皇甫规以没有名列“党人”而被捕为耻，上书“臣宜坐之”，要求桓帝连自己一块儿治罪。桓帝没有理他。
陈蕃再度上书，以夏商周三代之事劝谏，言辞激切，桓帝嫌他多嘴，以陈蕃提拔的人才不好的罪名免去了他的太尉一职，改以光禄勋周景为太尉。并罢免了司空刘茂，改以光禄勋宣酆为司空。

### 结束
同年十二月，桓帝窦皇后的父亲槐里侯竇武为城门校尉，他名列三君，同情士人，于次年（即167年）上書求情。同时，负责审理此案的宦官王甫等人也为党人的言辞所感动，取消了对他们的酷刑。
李膺等人在狱中故意供出宦官子弟。宦官等害怕牵连到自己身上，向桓帝进言，说天时到了大赦天下的时候了。于是同年六月庚申日，改元永康，大赦天下。党人等獲得释放，但放归田里，终身罢黜，史称“第一次党锢之祸”。

## 士人当政时期
建宁元年（即168年）汉灵帝即位，窦皇后被尊为皇太后。窦武因身为皇太后父亲而被任命为大将军，陈蕃再度被任命为太尉，两人与司徒胡广一起掌握朝政。名士李膺、杜密、尹勋、刘瑜等人得以重新被起用，民间大多认为，贤人在朝，太平盛世快要来了。
宦官首领曹节、王甫等人则在窦太后面前谄媚侍奉，窦太后多次在他们怂恿下乱下命令。
陈蕃、窦武等人认为宦官这样干涉朝政，不是了局，于是私下商议，趁日食的天象上书太后，要求革除宦官参政，但窦太后认为从汉元帝时就有宦官参政，是正常现象。虽在窦武等人建议下处死了宦官管霸、苏康等，却保护曹节等人，不愿士人处罚他们。

## 第二次党锢

### 九月辛亥政变

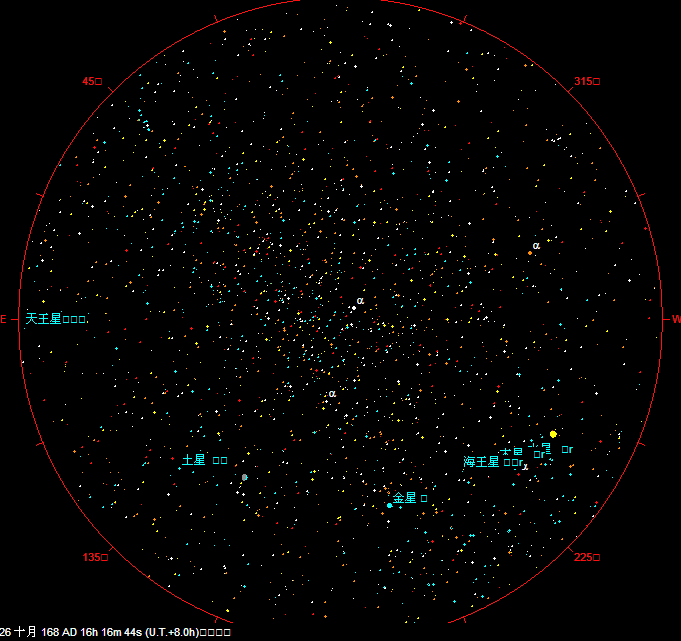
现代模拟的168年10月洛阳星空

不久，又出现太白金星经房宿，由上将星入太微垣的天象，当时的人认为这是不祥之兆，象征奸佞在皇帝身旁，大将军有灾难。窦武等人准备动手除去宦官曹节王甫一党。
九月辛亥日（九月初七），窦武轮到休假日，出宫回家。宦官偷出他的奏折，得知了士人的计划，因而连夜歃血共盟，发动政变。宦官们与皇帝的乳母赵娆一起，蒙骗年幼的灵帝，格杀亲近士人的宦官山冰等，抢夺印、玺、符、节，胁迫尚书假传诏令，劫持窦太后，追捕窦武、陈蕃等。
年过七旬的陈蕃闻讯，率太尉府僚及太学生八十余人拔刀剑冲入承明门，到尚书门因寡不敌众被擒，当日遇害。
窦武驰入步兵营起兵对抗。名将、护匈奴中郎将张奂此前率军出征，此刻刚回到京师，尚未了解局势，宦官等人假传诏令骗过了他。张奂误以为窦氏叛乱，遂与少府周靖率五营士与王甫所率领的千餘虎贲军、羽林军一起进攻窦武。窦武被重重围困，无奈自杀；他的宗亲宾客姻属及侍中刘瑜、屯骑校尉冯述等人皆被族灭；虎贲中郎将刘淑、尚书魏朗等也被诬陷而被迫自杀；窦太后被软禁在南宫，李膺等再次被罢官，并禁锢终生。
议郎巴肃参与了窦武的计划，但宦官不知道，只是将他禁锢而已。巴肃认为「为人臣者，有谋不敢隐，有罪不逃刑，既不隐其谋矣，又敢逃其刑乎！」自己投县官官衙就案，县官要解印与他一起逃亡，他不同意，被害。
陈蕃的友人朱震弃官痛哭，收葬了陈蕃的尸体，并将他的儿子陈逸藏到甘陵，被人告发。朱震全家被捕，都受到酷刑，然而朱震誓死不肯说出陈逸的行踪，陈逸得以幸免。
窦武的府掾胡腾收葬了他的尸体，为他发丧，也被禁锢终生。窦武的孙子窦辅，才二岁，被胡腾收留并冒认为自己的儿子。胡腾与令史张敞一起将他藏匿在零陵，窦辅也得以幸免。

### 张、谢上书
张奂因“平叛”的功劳被宦官们提拔为大司农，封侯。张奂因深恨自己被曹节等欺骗，害死国家忠良，铸成大错，坚决拒绝不肯受印。并在不久后趁天象变化而上书灵帝，要求为窦武、陈蕃等人平反，迎回窦太后，并推荐李膺等出任三公。灵帝认为他说得有理，但宦官们纷纷进谗言，改变了灵帝的想法，反而追究张奂的责任，张奂自赴廷尉，被拘留数日，罚俸三月。最终也被罢官回家，禁锢终生。
郎官谢弼上书也为窦武、陈蕃等人鸣冤，要求迎回窦太后，却被宦官贬职杀害。

### 大狱兴起
建寧二年（169年），宦官侯覽喪母回鄉，大起塋冢。東部督郵張儉舉奏︰「覽貪侈奢縱，前後請奪人宅三百八十一所，田百一十八頃。起立第宅十有六區，皆有高樓池苑，堂閣相望，飾以綺畫丹漆之屬，制度重深，僭類宮省。又豫作壽冢，石椁雙闕，高廡百尺，破人居室，發掘墳墓。虜奪良人，妻略婦子，及諸罪釁，請誅之。」侯覽派人攔截奏章，張儉於是破壞侯覽冢宅，沒收其資財，再次上奏侯覽罪狀以及侯覽母親生時交通賔客干亂郡國的罪過。此次奏章再次被攔截。侯覽、張儉因此結下仇恨。張儉鄉人朱並為人奸邪，被張儉棄用，因此心懷怨恨，侯覽收買朱並，讓他上書誣告張儉與同鄉二十四人別相署號，共為部黨，圖危社稷。"以儉及檀彬、褚鳳、張肅、薛蘭、馮禧、魏玄、徐乾為「八俊」，田林、張隱、劉表、薛郁、王訪、劉祇、宣靖、公緒恭為「八顧」，朱楷、田槃、踈耽、薛敦、宋布、唐龍、嬴咨、宣襃為「八及」，刻石立墠，共為部黨，而儉為之魁。"漢靈帝因此詔刊章捕儉等二十四人。张俭四处流亡，在路途上，看见人家就前往投宿（“望门投止”），没有不愿意冒灭门之祸而收留他的，张俭在众人的帮助下，得以逃到塞外。因为收留他而被追究灭门的，前后有数十家之多，郡县也因此残破。
又此時宦官曹節见李膺、杜密等名望仍在，「又懼善人害己」，藉此機會向灵帝进谗言，诬陷黨人“欲图社稷”，意图谋反。年仅十四岁的汉灵帝被他们欺骗，因而大兴大狱，追查士人一党。李膺、杜密、翟超、刘儒、荀翌、范滂、虞放等百余人，被下狱处死。在各地陆续被逮捕、杀死、流徙、囚禁的士人达到六、七百名。是为第二次党锢之祸。
（備註︰部分史書以為翟超在延熹八年任用張儉為東部督郵就認為張儉牽涉入第一次黨錮之禍，甚至寫張儉殺了侯覽的母親，是導致第一次黨錮之禍的其中一原因，但其實根據陳蕃給漢桓帝的奏章可知在第一次黨錮之禍發生之前，翟超只是沒收了侯覽的財產「覽之從橫，沒財已幸」。張儉與侯覽真正交惡在建寧二年侯覽的母親去世回鄉辦喪事時發生，而「張儉殺侯覽母親」的謠言應是因為此時張儉把侯覽母親的墳冢破壞而以訛傳訛而成。根據《後漢書.黨錮傳》、《後漢書.宦者傳》以及《廿二史札記》所梳理事情原委，張儉與侯覽交惡是第二次黨錮之禍的起因，因而《李膺傳》才會有「張儉事起」後李膺陷入第二次黨錮之禍而死。）

### 党锢再起
172年，皇太后窦氏去世，宦官示意司隶校尉段颎逮捕太学诸生千余人，太学生被牽連進党锢之祸。熹平五年（176年）闰五月，永昌太守曹鸾上书为“党人”鸣冤，要求解除禁锢，灵帝不但没有听从，反而收捕并处死曹鸾。接着，灵帝又下诏书，凡是党人门生、故吏、父子、兄弟中任官的，一律罢免，禁锢终身，并牵连五族。党锢的范围扩大，波及更多的无辜者。

### 结局
中平元年（184年）春二月，黄巾之乱兴起，汉灵帝怕党人与黄巾一同作乱，遂于壬子日大赦天下党人。
中平六年（189年）三月灵帝死，九月董卓掌权，废劉辯立献帝，並借獻帝之名派使者吊祭陈蕃、窦武等人。事隔整整22年，东汉朝廷才算正式为陈窦等人平反。

## 影响
东汉桓、灵二帝之前，宦官、外戚虽然专权，但有名臣陈蕃等人主持朝政大局，士大夫、豪强等心向朝廷，局势尚未到不可收拾的境地，即《后汉书》中所说的“汉世乱而不亡，百餘年间，数公之力也”。但兩次党锢之祸後，清正的官员不是被害就是被禁锢，宦官更加為所欲為，残害百姓，因而激起民变，酿成黄巾之乱。士大夫、豪强离心，于是黄巾之乱以后群雄并起，东汉最终走向了灭亡。

## 评价

### 范晔《后汉书》的评价
|  | 逮桓、灵之间，主荒政缪，国命委于阉寺，士子羞与为伍，故匹夫抗愤，处士横议，遂乃激扬名声，互相题拂，品核公卿，裁量执政，鲠直之风，于斯行矣。夫上好则下必甚，桥枉故直必过，其理然矣。若范滂、张俭之徒，清心忌恶，终陷党议，不其然乎？ 赞曰：渭以泾浊，玉以砾贞。物性既区，嗜恶从形。兰莸无并，销长相倾。徒恨芳膏，煎灼灯明。 |

翻译：

在桓帝灵帝当政期间，政务荒谬，国家大政出自宦官之手，士大夫们羞于和他们为伍，所以匹夫、处士们愤然议论朝政，于是互相品题，议论公卿大臣，评价朝政得失蔚然成风。所谓上有所好，下必甚焉，矫枉必须过正，原本就是这个道理。像范滂、张俭这样的人，清高自首，疾恶如仇，最终被当作朋党，也是这个原因啊。
赞曰：渭水因为碰到泾水而显出它的污浊，玉放在石头间才显出它的坚贞。事物的本性有所区别，善恶自然显露。遗憾的是，为了照明，不得不点燃芳香的油脂。

### 司马光《资治通鉴》的评价
|  | 臣光曰：天下有道，君子扬于王庭，以正小人之罪，而莫敢不服；天下无道，君子囊括不言，以避小人之祸，而犹或不免。党人生昏乱之世，不在其位，四海横流，而欲以口舌救之，臧否人物，激浊扬清，撩虺蛇之头，践虎狼之属，以至身被淫刑，祸及朋友，士类歼灭而国随以亡，不亦悲乎！！ |

翻译：

臣司马光说：“天下有道的时候，君子处于朝廷，以道来处罚小人的罪过，没有不服的。天下无道的时候，君子隐匿不发议论，想躲避小人们的陷害，也未必能成功。党人们生在昏乱的时代，不能处朝堂之位，想用口舌议论来拯救天下大局，却激怒了和虺蛇虎狼一样残暴的宦官们，遭到残酷的刑罚，连累朋友。士大夫们被害死了，国家也随之亡了，真是让人悲痛的事情啊！”

### 呂思勉版《中国通史》的评价
|  | 此时的士大夫和贵族，都是好名的，都是好交结的。这一者出于战国之世贵族好养士，士人好奔走的习惯，一则出于此时选举上的需要，在第七章中，业经说过了。当时的宦官，多有子弟亲戚，或在外面做官暴虐，或则居乡恃势骄横。用法律裁制，或者激动舆论反对他，正是立名的好机会。士大夫和宦官遂势成水火。这一班好名誉好交结的士大夫，自然也不免互相标榜，互相结托。京城里的大学，游学者众多，而且和政治接近，便自然成为他们聚集的中心。结党以营谋进身，牵引同类，淆乱是非，那是政治上的一个大忌。当时的士大夫，自不免有此嫌疑。而且用了这一个罪名，则一网可以打尽，这是多么便利，多么痛快的事！宦官遂指当时反对他们的名士为党人，劝桓帝加以禁锢，后因后父窦武进言，方才把他们赦免。167年，桓帝崩，无子，窦后和武定策禁中，迎立了章帝的玄孙灵帝。太后临朝。窦武是和名士接近的，有恩于窦氏的陈蕃，做了太傅，则其本身就是名士中人。谋诛弄权的宦官，反为所害。太后亦被迁抑郁而死。灵帝年长，不徒不知整顿，反更崇信宦官，听其把持朝政，浊乱四海。而又一味聚敛奢侈。此时乱源本已潜伏，再天天给他制造爆发的机会，遂成为不可收拾之局了。 |